# Brenandendron
Brenandendron es un género de plantas fanerógamas perteneciente a la familia de las asteráceas. Comprende 3 especies descritas.

## Taxonomía
El género fue descrito por Harold E. Robinson y publicado en Proceedings of the Biological Society of Washington 112(1): 244. 1999. La especie tipo es Brenandendron titanophyllum (Brenan) H.Rob.

## Especies
- Brenandendron donianum (DC.) H.Rob.
- Brenandendron frondosum (Oliv. & Hiern) H.Rob.
- Brenandendron titanophyllum (Brenan) H.Rob.